# حديقة خليل جبران التذكارية
حديقة خليل جبران التذكارية هي حديقة عامة تقع في 3100 شارع ماساتشوستس، شمال غرب واشنطن العاصمة، "داخل واد مشجر يُعرف باسم متنزه وودلاند نورمانستون". يوجد في وسطها تمثال برونزي للكاتب والشاعر والفنان التشكيلي اللبناني الأمريكي جبران خليل جبران ونافورة على شكل نجمة محاطة بمقاعد من الحجر الجيري منقوش عليها اقتباسات لجبران.

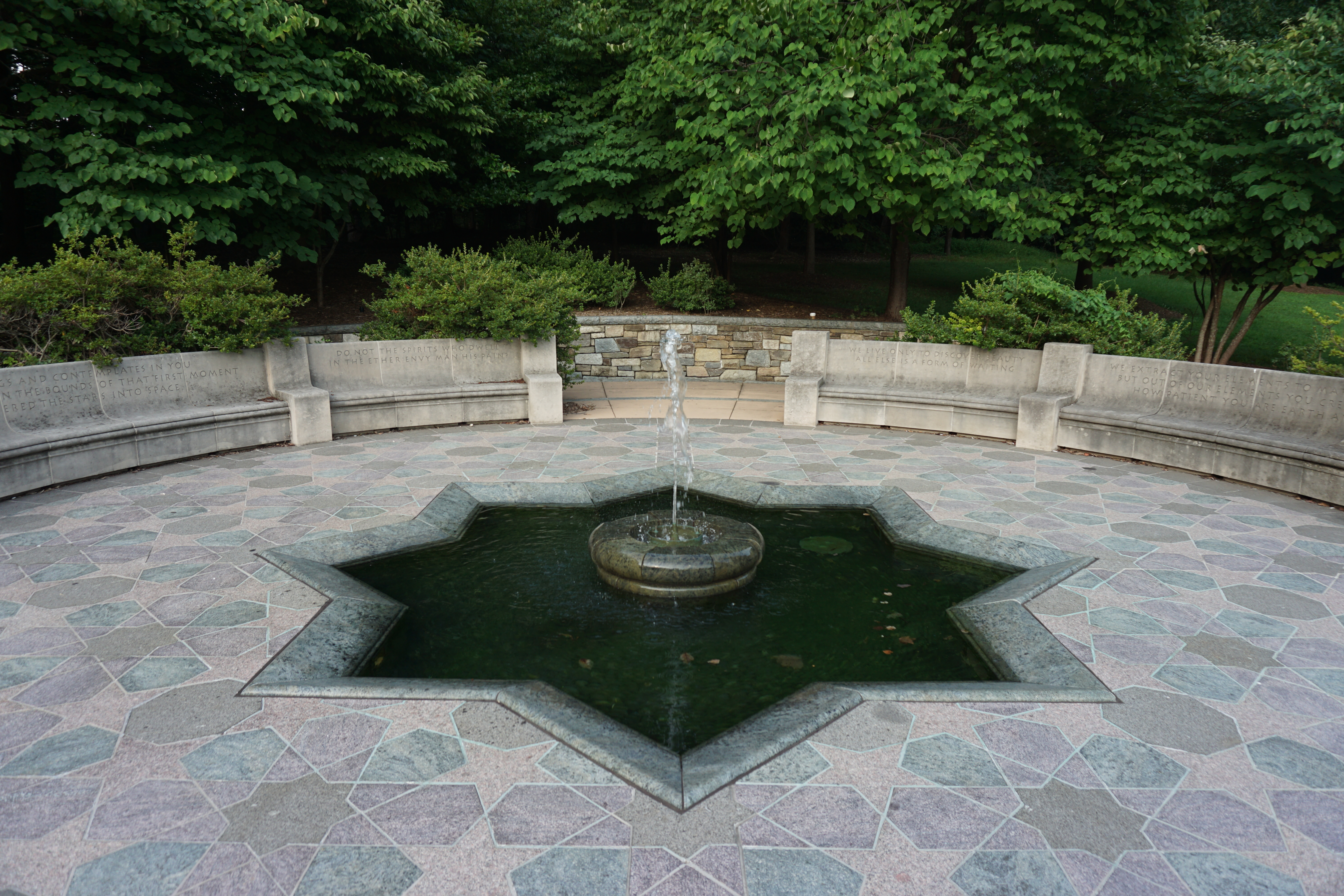
نافورة